# Mycterus concolor
Mycterus concolor là một loài bọ cánh cứng trong họ Mycteridae. Loài này được LeConte miêu tả khoa học năm 1853.